# Gamergate

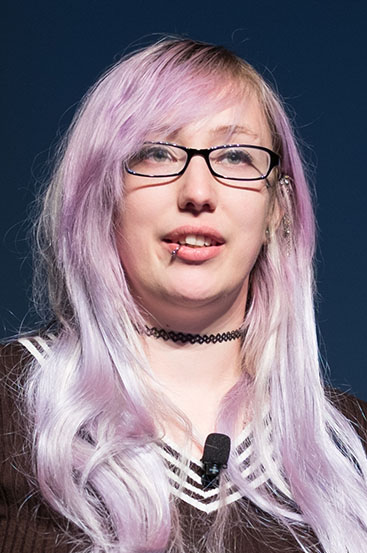
La sviluppatrice Zoë Quinn, bersaglio iniziale della campagna di molestie

Il Gamergate fu una controversa campagna di molestie organizzata soprattutto tramite l'uso dell'omonimo hashtag #GamerGate, incentrata sul sessismo e l'anti-progressismo nella cultura dei videogiochi. Gamergate viene utilizzato come termine generico per indicare la controversia, nonché la campagna di molestie e le azioni di coloro che vi partecipano.

## Storia

### Zoë Quinn eDepression Quest
Nel 2013 Zoë Quinn, sviluppatrice di videogiochi indipendenti, pubblicò Depression Quest, un gioco testuale progettato per trasmettere l'esperienza della depressione attraverso una serie di scenari fittizi, basati in parte sull'esperienza personale di Quinn con la malattia. Il gioco ricevette recensioni positive da parte della critica, ma ricevette pareri negativi online da parte di giocatori a cui non piaceva l'allontanamento dai tipici formati di gioco e che si opponevano alle intrusioni "politiche" nella cultura dei videogame. Quinn divenne per molti mesi oggetto di molestie, tra cui minacce di stupro e morte. La sviluppatrice documentò le molestie ricevute e ne parlò apertamente ai media, ma ciò non fece altro che intensificare le molestie e le minacce mosse nei suoi confronti, tanto da arrivare alla pubblicazione online del suo indirizzo di casa e del suo numero di telefono, costringendola a scappare per la propria sicurezza e rifugiarsi a casa di alcuni amici.

### La campagna
Dagli inizi dell'agosto 2014, numerose donne coinvolte nell'industria videoludica, come le sviluppatrici Zoë Quinn e Brianna Wu e la critica culturale Anita Sarkeesian, furono oggetto di molestie. Dopo che un ex fidanzato di Quinn pubblicò un lungo articolo denigratorio nei confronti della donna sul proprio blog personale, altre persone la accusarono di avere iniziato una relazione con un giornalista in cambio di copertura mediatica e le inviarono minacce di aggressione e di morte. Tutti coloro che approvavano l'articolo dell'ex fidanzato e che diffondevano queste accuse contro Quinn si organizzarono sotto l'hashtag #Gamergate e, oltre a ciò, crearono canali IRC e si organizzarono su altre piattaforme di condivisione come Reddit, 4chan e 8chan. Molti sostenitori della campagna erano anonimi e la stessa campagna non aveva un capo, un portavoce o un manifesto ufficiale. Tutte le dichiarazioni fatte da presunti rappresentanti del Gamergate sono risultate inconsistenti e contraddittorie, rendendo difficile per gli osservatori identificare i reali obiettivi e motivi della campagna. Di conseguenza il Gamergate ha poi iniziato a definire le molestie che i suoi sostenitori hanno perpetrato. Alcuni sostenitori del Gamergate hanno tentato di dissociarsi dalle accuse di misoginia e molestie ma i loro tentativi sono stati spesso respinti poiché reputati insinceri.
La controversia è stata descritta come la manifestazione di una guerra culturale contro la diversificazione culturale, il riconoscimento artistico e la critica sociale dei videogiochi e dell'identità sociale dei giocatori. Molti sostenitori del Gamergate si oppongono a ciò che essi considerano la crescente influenza del femminismo nella cultura dei videogiochi. Di conseguenza il Gamergate è spesso visto come una reazione della destra contro il progressismo. I sostenitori della campagna affermano di percepire collusioni tra la stampa e le femministe, i progressisti e i critici sociali. Queste accuse sono state scartate dai commentatori come banali, al pari di teorie del complotto, infondate o estranee a reali questioni di etica. Tali preoccupazioni hanno portato gli utenti dell'hashtag a lanciare campagne di posta elettronica mirate contro le imprese che pubblicavano pubblicità sui lavori che disapprovano e chiedendo loro di ritirarle.

### Reazione alla campagna
La risposta dell'industria videoludica al fenomeno è stata prevalentemente negativa. La Entertainment Software Association e la Sony Computer Entertainment hanno giudicato il Gamergate come una campagna di molestie. Intel, che aveva momentaneamente ritirato le sue pubblicità dal sito di approfondimento Gamasutra come risposta a una campagna e-mail, successivamente ha messo a disposizione 300 milioni di dollari per sostenere un programma Diversity in Technology.
Non solo numerose figure dell'industria videoludica, ma anche figure estranee ad essa, a seguito della campagna si sono concentrate maggiormente su metodi migliori per affrontare le molestie su internet. La rappresentante statunitense del Massachusetts, Katherine Clark, ha fatto una campagna per promuovere una risposta governativa più forte contro tali molestie, ottenendo il supporto del Congresso. All'interno dell'industria sono state fondate organizzazioni per fornire un supporto a coloro che hanno subito molestie su internet, come la Crash Override Network o la Online Abuse Prevention Initiative.